# Juliane Korén
Juliane Korén (* 17. Januar 1951 in Weimar; † 7. Mai 2018 in Berlin) war eine deutsche Schauspielerin.

## Leben
Juliane Korén wurde 1951 in Weimar in der DDR geboren. Ihre Eltern waren die Schauspieler Elsa Korén (1920–1990) und Hans Klering (1906–1988), der u. a. auch Regisseur und Gründungsmitglied der DEFA war. Die Schauspielerin und Schriftstellerin Helga Korén (* 1943) ist ihre Halbschwester. Sie hat noch einen Halbbruder aus der ersten Ehe ihres Vaters. Juliane Korén wuchs in Ost-Berlin auf und wirkte schon im Alter von vier Jahren in dem Bürgerkriegsdrama Mich dürstet (1955/1956) von Karl Paryla mit. Eine weitere Kinderrolle hatte sie 1956 in der Filmkomödie Drei Mädchen im Endspiel. Korén absolvierte ein Schauspielstudium an der Hochschule für Schauspielkunst „Ernst Busch“ in Berlin. Dort erwarb sie einen Diplomabschluss als geprüfte Bühnendarstellerin. Ihr erstes Theaterengagement hatte sie am Berliner Maxim-Gorki-Theater. Es folgten Verpflichtungen an verschiedenen Theatern in der Provinz, so am Theater Stendal, am Theater Magdeburg, am Theater Dessau und am Theater der Bergarbeiter Senftenberg. In Berlin gehörte sie am Theater der Freundschaft mehrere Jahre ebenfalls zum Ensemble.
Nach der Wende war sie Ensemblemitglied am Schauspielhaus Bochum (1990–1996) und am Staatstheater Stuttgart (1996–2005). In Bochum spielte sie unter anderem die Marthe Rull in Der zerbrochne Krug (Regie: Valentin Jeker), die Celia Peachum in Brecht/Weills Die Dreigroschenoper (Regie: Frank-Patrick Steckel) und die Mutter in Coline Serreaus Komödie Hase Hase (Regie: Wolf Redl). In Stuttgart stand sie beispielsweise als Frau Elvsted in Hedda Gabler (Regie: Elmar Goerden), als Natascha Iwanowna in Drei Schwestern (Regie: Jacqueline Kornmüller), als Hekabe in Die Troerinnen (Regie: Elias Perrig) und als Klytämnestra in Elektra von Hugo von Hofmannsthal (Regie: Jacqueline Kornmüller) auf der Bühne. Von 2005 bis 2013 war Korén fest am Deutschen Schauspielhaus in Hamburg engagiert. Dort spielte sie 2007 unter anderem die Ex-Kommunistin Jenny in dem Kammerspiel Bowling Alone von Oliver Bukowski und seit 2008, zuletzt in der Spielzeit 2010/11, die Millerin in Kabale und Liebe. Mit Bowling Alone gastierte sie 2007 auch bei den Ruhrfestspielen in Recklinghausen. 2014 holte die neue Intendantin Karin Beier sie für die Rolle der Njanja in Onkel Wanja von Tschechow wieder an das Deutsche Schauspielhaus in Hamburg. Die Premiere war am 16. Januar 2015. Seitdem war Juliane Korén dort als Gast engagiert.
Ab Anfang der 1970er Jahre wirkte Korén in insgesamt über zwanzig Film- und Fernsehproduktionen bei der DEFA und dem Deutschen Fernsehfunk mit. In dem Märchenfilm Dornröschen spielte sie, „mit kleiner Stupsnase, dunklen Augen und freundlichem Gesicht“, die Titelrolle der Königstochter. 1972 hatte sie die Titelrolle in dem Fernsehfilm Meine Schwester Tilli. Mit diesen beiden Rollen wurde Korén zum Publikumsliebling und Filmstar in der DDR. Der Regisseur Egon Günther besetzte sie in seinem Film Die Leiden des jungen Werthers (1976) als Sängerin. Mit der Titelrolle in der Theater-der-Freundschaft-Inszenierung Das Tagebuch der Anne Frank (1981 bis 1987) erwies sich Korén auch als „Charakterdarstellerin von Format“; das Stück wurde auch für das Fernsehen aufgezeichnet. In Episodenrollen war sie auch in den Kriminalserien Polizeiruf 110 und Der Staatsanwalt hat das Wort zu sehen. Von Film und Fernsehen zog sich Korén in den letzten Jahren weitestgehend zurück; eine Ausnahme war 2008 eine kleinere Rolle in der ZDF-Krimireihe Stubbe – Von Fall zu Fall.
Korén arbeitete auch als Sprecherin für Hörspiele und nahm Hörbücher auf. Sie sprach 1983 bei dem Plattenlabel Litera das mutige Nachbarmädchen Gerda in dem Hörspiel Die Schneekönigin nach dem Märchen von Hans Christian Andersen; außerdem sprach sie die Maren in dem Märchenhörspiel Die Regentrude. Im Märchenhörspiel Der standhafte Zinnsoldat sprach sie die Tänzerin; mit Gerd Baltus als Partner spielte sie die Hörbücher Die schönsten Prinzessinnen-Märchen, Die schönsten Rittergeschichten und Das Fabelhörbuch von Aesop bis heute ein. Korén trat auch als Rezitatorin mit Märchen aus der Mongolei auf. Häufig war sie als Synchronsprecherin tätig, so bei dem tschechischen Märchenfilm Vom tapferen Schmied (1983).
Korén lebte seit 2013 wieder in ihrer Heimatstadt Berlin, wo sie 2018 im Alter von 67 Jahren an den Folgen einer langen Krebserkrankung starb.

## Filmografie (Auswahl)
- 1956: Mich dürstet
- 1956: Drei Mädchen im Endspiel
- 1970: Dr. med. Sommer II
- 1970: Der rote Reiter
- 1971: Dornröschen
- 1971: Der Staatsanwalt hat das Wort: Zwei Promille (TV-Reihe)
- 1972: Trotz alledem!
- 1972: Meine Schwester Tilli
- 1973: Die Hosen des Ritters von Bredow
- 1974: Der Leutnant vom Schwanenkietz (Dreiteiliger Fernsehfilm)
- 1974: Polizeiruf 110: Lohnraub (TV-Reihe)
- 1975: Eine Stunde Aufenthalt
- 1975: Der Staatsanwalt hat das Wort: Erzwungene Liebe (TV-Reihe)
- 1976: Die Leiden des jungen Werthers
- 1978: Sabine Wulff
- 1982: Das Tagebuch der Anne Frank (Aufzeichnung aus dem Theater der Freundschaft)
- 1982: Der Staatsanwalt hat das Wort (TV, ca. 5 Folgen)
- 1987: Einzug ins Paradies (Fernsehserie)
- 1987: Hasenherz
- 1987: Die Brummeisenprinzessin
- 2008: Stubbe – Von Fall zu Fall – Auf dünnem Eis

## Theater
- 1978: Eugen Eschner: Frühlingskapriolen – Regie: Mirjana Erceg (Theater der Freundschaft)
- 1979: Joachim Knauth: Der Maulheld – Regie: Mirjana Erceg (Theater der Freundschaft)
- 1980: Lew Ustinow: Das Honigfass – Regie: K. F. Zimmermann (Theater der Freundschaft)
- 1980: Joachim Walther: Ich bin nun mal kein Yogi – Regie: Mirjana Erceg (Theater der Freundschaft)
- 1981: Frances Goodrich/Albert Hackett: Das Tagebuch der Anne Frank (Anne) – Regie: Mirjana Erceg (Theater der Freundschaft)
- 1981: Victor Carvajal: Der Streit um die Puppe – Regie: Alejandro Quintana (Theater der Freundschaft)
- 1982: Eugen Eschner: Undine – Regie: Dieter Wardetzky (Theater der Freundschaft)
- 1983: Wolf Gangrein: Das tapfere Schneiderlein – Regie: Hans Ostarek (Theater der Freundschaft)
- 1983: Boris Wassiljew: Im Morgengrauen ist es noch still – Regie: Alejandro Quintana (Theater der Freundschaft)
- 1983: Wiktor Rosow: Unterwegs – Regie: Hartwig Albiro (Theater der Freundschaft)
- 1984: Helmut Baierl: Ihr seid ein Greenhorn, Sir! – Regie: Frieder Kranz (Theater der Freundschaft)
- 1984: Boris Aprilow: Timmi – Regie: Carl-Hermann Risse (Theater der Freundschaft)
- 1986: Horst Hawemann: Die Katze – Regie: Carl-Hermann Risse (Theater der Freundschaft)
- 1987: Peter Brasch: Rosalinde und 3 Knappen – Regie: Hermann Schein (Theater der Freundschaft)
- 1988: Carlo Gozzi: Der König Hirsch – Regie: Carl-Hermann Risse (Theater der Freundschaft)
- 1988: Michael Frayn: Der nackte Wahnsinn (Poppy) – Regie: Carl-Hermann Risse (Theater im Palast (TiP))
- 1989: Ken Campbell: Die Schlündelgründler (Susanne Brumbarsch) – Regie: Carl-Hermann Risse (Theater der Freundschaft)
- 1989: Ken Campbell: Mr. Pilks Irrenhaus – Regie: Carl-Hermann Risse (Theater der Freundschaft)
- 1994: Christian Dietrich Grabbe: Hannibal – Regie: Johannes Schütz (Schauspielhaus Bochum)
- 2007: F. K. Waechter: Der Teufel mit den drei goldenen Haaren – Regie: Juliana Korén (kleines theater – Kammerspiele Landshut)
- 2014: Anton Tschechow: Onkel Wanja – Regie: Karin Beier (Deutsches Schauspielhaus, Hamburg)

## Hörspiele
- 1969: Claude Prin: Potemkin 68 (Studentin) – Regie: Edgar Kaufmann (Hörspiel – Rundfunk der DDR)
- 1974: Erich Schlossarek: Annette (Annette) – Regie: Hannelore Solter (Hörspiel – Rundfunk der DDR)
- 1975: Anatoli Grebnjew: Szenen aus dem Leben einer Frau (Alja Koslowa) – Regie: Peter Groeger (Hörspiel – Rundfunk der DDR)
- 1980: Wolfgang Mahlow: Zwischen gestern und morgen (Susanne) – Regie: Christa Kowalski (Hörspiel – Rundfunk der DDR)
- 1981: Hans Christian Andersen: Der standhafte Zinnsoldat (Tänzerin, Regen und Wasser) – Regie: Heiner Möbius (Kinderhörspiel – Litera)
- 1981: Richard von Volkmann: Pechvogel und Glückskind (Glückskind) – Regie: Christa Kowalski (Kinderhörspiel – Rundfunk der DDR)
- 1981: Lothar Walsdorf: Hochzeit vorübergehend – Regie: Ingeborg Medschinski (Kinderhörspiel – Rundfunk der DDR)
- 1981: Peter Brasch: Der Wolf und Rotkäppchen in der Stadt (Claudia) – Regie: Joachim Siebenschuh (Kinderhörspiel – Litera)
- 1982: E. T. A. Hoffmann: Wenn man einen Nußknacker liebt (Marie) – Regie: Christa Kowalski (Kinderhörspiel – Rundfunk der DDR)
- 1982: Peter Hacks: Das Windloch – Geschichten von Henriette und Onkel Titus (Nixe) – Regie: Fritz Göhler (Kinderhörspiel – Litera)
- 1982: Peter Hacks: Das Turmverlies – Geschichten von Henriette und Onkel Titus (Nixe) – Regie: Fritz Göhler (Kinderhörspiel – Litera)
- 1983: Werner Heiduczek: Jana und der kleine Stern (Der kleine Stern) – Regie: Uwe Haacke (Kinderhörspiel – Rundfunk der DDR)
- 1983: Hans Christian Andersen: Die Schneekönigin (Gerda) – Regie: Rainer Schwarz (Kinderhörspiel – Litera)
- 1983: Sándor Sáfár/Zoltán Jékely: Wie der Zigeunerseppl ein Gauner wurde (Prinzessin) – Regie: Andreas Scheinert (Kinderhörspiel – Litera)
- 1984: Bertolt Brecht: Furcht und Elend des Dritten Reiches – Regie: Achim Scholz (Hörspiel (4 Teile) – Rundfunk der DDR)
- 1984: Albert Wendt: Prinzessin Zartfuß und die sieben Elefanten – Regie: Christa Kowalski (Kinderhörspiel – Rundfunk der DDR)
- 1984: Albert Wendt: Vogelkopp – Regie: Norbert Speer (Kinderhörspiel – Rundfunk der DDR)
- 1984: Erwin Ziemer: Vatersorgen (Fränzi Sommer) – Regie: Joachim Gürtner (Kurzhörspiel aus der Reihe Waldstraße 7 – Rundfunk der DDR)
- 1985: Vaclav Cibulka: Der Golem (Dina) – Regie: Uwe Haacke (Kinderhörspiel – Rundfunk der DDR)
- 1985: Franz Fühmann: Das blaue Licht – Regie: Barbara Plensat (Fantasy, Märchen für Erwachsene – Rundfunk der DDR)
- 1985: Wilhelm Jacoby/Carl Laufs: Pension Schöller (Franziska) – Regie: Norbert Speer (Hörspiel – Rundfunk der DDR)
- 1985: Loula Anagnostaki: Die Parade – Regie: Peter Groeger (Hörspiel – Rundfunk der DDR)
- 1985: Hans Lucke: Stadelmann (Malwine) – Regie: Werner Grunow (Hörspiel Kunstkopf – Rundfunk der DDR)
- 1985: Wilhelm Hauff: Das kalte Herz (Lisbeth) – Regie: Manfred Täubert (Kinderhörspiel – Rundfunk der DDR)
- 1986: Volksmärchen: Petrea und die Blütenkaiserin und andere Volksmärchen aus aller Welt (1. und 3. Biene) – Regie/Bearbeitung: Dieter Scharfenberg (Kinderhörspiel – Litera)
- 1986: Jacob Grimm/Wilhelm Grimm: Schneeweißchen und Rosenrot (Rosenrot) – Regie: Maritta Hübner (Kinderhörspiel – Litera)
- 1986: Stephan Göritz: Das sprechende Bild (Jeanette Dupont) – Regie: Uwe Haacke (Kriminalhörspiel – Rundfunk der DDR)
- 1986: Walter Jens nach Euripides: Der Untergang – Regie: Barbara Plensat (Hörspiel nach der Tragödie: Die Troerinnen – Rundfunk der DDR)
- 1986: Ulrich Waldner: Eine Wohnung unterderhand (Franziska Sommer) – Regie: Detlef Kurzweg (Kurzhörspiel aus der Reihe: Waldstraße Nummer 7 – Rundfunk der DDR)
- 1986: Theodor Storm: Die Regentrude (Maren) – Regie: Jürgen Schmidt (Kinderhörspiel – Litera)
- 1987: Michail Bulgakow: Die letzten Tage (Puschkina) – Regie: Ingeborg Medschinski (Hörspiel – Rundfunk der DDR)
- 1987: Hans Bräunlich: Befehl vor Dienstantritt (Gritt) – Regie: Fritz Göhler (Hörspiel – Rundfunk der DDR)
- 1987: Theodor Fontane: Frau Jenny Treibel (Luise) – Regie: Werner Grunow (Hörspiel – Rundfunk der DDR)
- 1987: Franz Fühmann: Rumpelstilzchen (Loregunde) – Regie: Achim Scholz (Fantasy, Märchen für Erwachsene – Rundfunk der DDR)
- 1988: Katja Oelmann: Steig der Stadt aufs Dach (Kaderleiterin) – Regie: Barbara Plensat (Hörspiel – Rundfunk der DDR)
- 1989: Adelbert von Chamisso: Peter Schlemihl oder die Reise nach Varna – Regie: Karlheinz Liefers (Fantasy, Märchen für Erwachsene – Rundfunk der DDR)
- 1989: Franz Graf von Pocci: Die Zaubergeige (Grethe) – Regie: Norbert Speer (Kinderhörspiel – Rundfunk der DDR)
- 1989: Gerhard Rentzsch: Szenen vom Lande – Regie: Karlheinz Liefers (Hörspielreihe: Augenblickchen Nr. 1 – Rundfunk der DDR)
- 1991: Alexander Wolkow: Der Zauberer der Smaragdenstadt (Ramina, Mäusekönigin) – Regie: Dieter Scharfenberg (Hörspiel – Litera junior)
- 1991: Alexander Wolkow: Urfin und seine Holzsoldaten (Ramina, Mäusekönigin) – Regie: Dieter Scharfenberg (Hörspiel – Litera junior)
- 2002: Edith Nesbit: Die Kinder von Arden (Köchin) – Regie: Robert Schoen (Kinderhörspiel – SWR)
- 2003: Carlo Fruttero/Franco Lucentini: Die Farbe des Schicksals (Gigliola) – Regie: Hans Gerd Krogmann (Hörspiel – SWR)
- 2004: Annelies Tock: Blume im Wind (Weise Eichhornfrau) – Regie: Iris Drögekamp (Kinderhörspiel – SWR)
- 2004: Bettina Wegenast: Wolf sein (Zwerg) – Regie: Stefanie Lazai (Kinderhörspiel – SWR)
- 2005: Lloyd Alexander: Taran und das Zauberschwert (Dwyvach) – Regie: Robert Schoen (Kinderhörspiel – SWR)
- 2011: Franz Kafka: Der Verschollene (Oberköchin) – Regie: Beate Andres (Hörspiel – SWR)
- 2011: Olivia Rosenthal: Wir sind nicht da, um einfach wieder zu verschwinden – Regie: Daniela Kletzke (Hörspiel – SR)
- 2012: John Stephens: Emerald (Miss Crumley) – Regie: Robert Schoen (Kinderhörspiel (3 Teile) – SWR/WDR)

## Synchronarbeiten
| Film                              | Jahr              | Rolle            | Darsteller            |
| --------------------------------- | ----------------- | ---------------- | --------------------- |
| Bis zum letzten Atemzug           | 1976              | Frau             | Jaroslava Schallerová |
| Ein großer und ein kleiner Gauner | 1976 (2. Synchro) | Amandine         | Agostina Belli        |
| Con Amore                         | 1976              | Zosia            | Joanna Szczepkowska   |
| Weißer Bim, schwarzes Ohr         | 1977              | Dascha           | Irina Schewtschuk     |
| Die schwarze Birke                | 1978              | Tanja            | Irina Alfjorowa       |
| Per Anhalter in den Tod           | 1979              | Marta Vankova    | Dagmar Patrasová      |
| Das Tagebuch der Anne Frank       | 1980              | Anne Frank       | Melissa Gilbert       |
| Stern des Nordens                 | 1982              | Antoinette Baron | Julie Jézéquel        |
| Vom tapferen Schmied              | 1983              | Prinzessin       | Martina Gasparovičová |
| Der dritte Prinz                  | 1983              | Zigeunermädchen  | Tereza Munzarová      |
| Verboten                          | (1954) 1984       | Agnese Barras    | Lea Massari           |